# تونی لهتینن
تونی لهتینن (فنلاندی: Toni Lehtinen؛ زادهٔ ۵ مهٔ ۱۹۸۴) بازیکن فوتبال اهل فنلاند است.
از باشگاه‌هایی که در آن بازی کرده‌است می‌توان به باشگاه فوتبال هاکا، باشگاه فوتبال ماریهامن، و باشگاه فوتبال سینایوئن یالکاپالوکرهو اشاره کرد.
وی همچنین در تیم ملی فوتبال فنلاند بازی کرده‌است.